# Ancylorhynchus percheronii
Ancylorhynchus percheronii är en tvåvingeart som först beskrevs av Macquart 1834.  Ancylorhynchus percheronii ingår i släktet Ancylorhynchus och familjen rovflugor. Inga underarter finns listade i Catalogue of Life.